# Nitaboh
Nitaboh (NITABOH 仁太坊-津軽三味線始祖外聞?, Nitaboh: tsugaru shamisen shiso gaibun) è un film d'animazione del 2006 diretto da Akio Nishizawa.
Il film, prodotto dalla WAO! corporation, con il patrocinio del Ministero giapponese dell'educazione (文部科学省?, Monbu-kagaku-shō), uscì nelle sale cinematografiche giapponesi il 21 febbraio 2004 e venne proiettato in Italia nel gennaio 2006, in occasione del Future Film Festival di Bologna.
Nel 2006 ha vinto il grand prize al Seoul International Cartoon and Animation Festival (SICAF) come miglior film d'animazione.

## Trama
Nitaboh, un giovane di umili origini, dedica la sua vita alla musica e allo studio dello shamisen, fino a sviluppare nuove tecniche di interpretazione dello strumento, lo stile tsugaru shamisen (津軽三味線?), e diventare un importante maestro.

## Produzione
L'animazione delle scene in cui il protagonista suona lo shamisen sono state realizzate in modo da essere perfettamente in sincronia con le tracce musicali. Il suonatore di shamisen Hiromitsu Agatsuma interpretò i brani suonati da Nitaboh nel film e, dallo studio dei suoi movimenti, furono poi sviluppate le sequenze animate. Per fare sì che i movimenti del protagonista rimanessero in sincronia con la musica, alcune scene sono state animate con una frequenza di fotogrammi superiore a quella usata solitamente.

## Colonna sonora
La musica del film è stata curata da Makoto Kuriya e tutti i brani con lo shamisen sono interpretati da Hiromitsu Agatsuma. Nella colonna sonora compaiono anche due brani cantati da Yae Fujimoto, intitolati Shinsei (新生?) e Michi (道?).
Parte delle registrazioni sono state fatte in Polonia con l'Orchestra filarmonica di Varsavia, sotto la direzione del compositore giapponese Masamichi Amano.